# ゴジてれ金曜スタイル
『ゴジてれ金曜スタイル』（ゴジてれきんようスタイル）は、2004年10月15日から2008年3月28日まで福島中央テレビで放送されていた情報番組。放送時間は毎週金曜日 16:54 - 19:00（JST）。

## 出演者
| 期間           | 期間          | MC       | MC         | ニュース | ニュース | 天気     | 天気 |
| 期間           | 期間          | メイン   | サブ       | ニュース | ニュース | 天気     | 天気 |
| -------------- | ------------- | -------- | ---------- | -------- | -------- | -------- | ---- |
| 2004年10月15日 | 2006年5月5日  | 中山由佳 | 田部井華子 | [ 1 ]    | [ 1 ]    | （不在） |      |
| 期間           | 期間          | 17時台   | 17時台     | 18時台   | 18時台   | （不在） |      |
| 期間           | 期間          | メイン   | サブ       | メイン   | サブ     | （不在） |      |
| 2006年5月12日  | 2007年6月29日 | 大野智子 | 田部井華子 | 徳光雅英 | [ 3 ]    | 大野修   |      |
| 2007年7月6日   | 2008年3月28日 | 大野智子 | 大橋聡子   | 徳光雅英 | [ 3 ]    | 大野修   |      |

## コーナー
- 今日イチ
- 金スタ特集
- 天気のツボ
- ニュース
- 金スタ中継 週末いっちゃお!
- 池ノ台ランキング研究所（月1回）
- 金スタレシピランチ&デザート
- 金スタ月間プレゼント

### 過去のコーナー
- 早出しシャトルニュース
- ゴジてれEYE
- 中継 F2ターゲット